# Karl-Erik Näsmark
Karl-Erik Johan Näsmark, född 13 juli 1904 i Sala, död 2 april 1979 i Farsta, var en svensk lärare och zoolog.
Karl-Erik Näsmark var son till rådmannen Johan Arvid Näsmark. Han blev student vid Uppsala universitet 1923, filosofie kandidat 1926, filosofie magister 1928, filosofie licentiat 1934 och filosofie doktor 1937. Efter lärartjänst i Trollhättan, Orsa, Norrköping och Motala utnämndes han 1935 till adjunkt i geografi och biologi med hälsolära vid Högre latinläroverket å Norrmalm i Stockholm och var från 1944 lektor i biologi och hälsolära vid Högre allmänna läroverket för gossar å Södermalm. Näsmarks vetenskapliga produktion behandlade sugmaskarnas systematik och anatomi. Han huvudarbete var doktorsavhandlingen A Revision of the Tematode Family Paramphistomidae (1937). Han framträdde även som läroboksförfattare, tillsammans med O. P. Moberg utgav han från 1947 Skolgeografi. Näsmark var även populärföreläsare, bland annat i skolradion. Han var ämnesexpert i 1940 års skolutredning och sekreterare i 1943 års sexualundervisningssakkunniga samt var från 1948 sekreterare i gymnastiklärarutbildningssakkunniga. 1939–1946 var han redaktör och ansvarig utgivare för Tidningen för Sveriges läroverk.